# Tercera batalla de Tiocajas
La Tercera batalla de Tiocajas se produjo en el estratégico nudo homónimo en el año de 1534 entre las fuerzas del conquistador español Sebastián de Belalcázar y del general inca Rumiñahui, con la victoria del primero. 

## Antecedentes
Tras la captura de Atahualpa y su posterior ejecución en agosto de 1533 su general y hermano Rumiñahui aún resistía a los conquistadores españoles en Quito. Sin embargo, el gobernador de San Miguel de Piura, Sebastián de Belalcázar, había partido rumbo dicha ciudad, al frente de 200 hombres, atraído por las inmensas riquezas que, según se decía, poseía esa región.
La expedición se inició en febrero de 1534 y al poco tiempo arribaron a Tomebamba donde se les sumaron los cañaris, enemigos de las huestes de Atahualpa. Cuando llegaron al vital nudo de Tiocajas se encontraron con el ejército inca dispuesto a detener su avance. 

## Desarrollo
Rumiñahui hábilmente utilizó a su favor el terreno tomo una posición ventajosa y los rodeó. Sus guerreros además, ya se habían acostumbrado a luchar contra arcabuces, cañones y caballería. En ella se revelaron los cañaris como excelentes guerreros, convirtiéndose así en valiosos auxiliares de los españoles. Las tropas hispano-cañaris lograron romper el cerco de los quiteños y maniobrando con la caballería, atacaron al enemigo por la retaguardia, derrotándole. 
Los españoles varias veces se vieron a punto de ser derrotados y masacrados pero no rompieron filas y aguantaron hasta que llegó la noche, momento en que los nativos cancelaron su ataque. 
Tras el encuentro los españoles continuaron avanzando hacia Quito sufriendo el acoso constante de los lugareños. Rumiñahui se fortificó en Riobamba, donde los españoles y cañaris le atacaron; aunque estos en un primer momento fueron rechazados, luego contraatacaron dando un rodeo y capturaron la ciudad. Otra victoria española se produjo en Pancallo, cerca de Ambato.
Pero en julio de ese año se produjo la erupción del volcán Tungurahua, lo que causó que parte del ejército de Rumiñahui, temiendo la ira divina, se desmoralizara y se retirara, pudiendo así los españoles contraatacar y hacerse del triunfo.
"Es mejor morir en seguida por sus manos, con sus armas y debajo de sus caballos. Por lo menos nos quedará este contento de haber hecho nuestro deber como honrados y valientes." Son expresiones que el historiador español, Antonio de Herrera y Tordesillas, pone en boca de Rumiñahui cuando este arengaba a sus tropas espantados por la erupción del Tungurahua, mientras detenían el avance de Sebastián de Belalcázar sobre Quito. 
El general inca empezó a usar tácticas de tierra quemada para negarles suministros a sus enemigos pero esto no detuvo a Belalcázar. Ante la caída inminente de la ciudad Rumiñahui ordenó esconder todos los tesoros de la ciudad, matar a las Vírgenes del Sol, ocultar a los hijos de Atahualpa y dispuso ejecutar a 4.000 indígenas pillajes, zámbizas y collaguazos, que habían recibido a Belalcázar como libertador, para finalmente prender fuego a la antigua urbe. Cuando Belalcázar y su ejército llegaron a la ciudad solo encontraron cenizas.
Rumiñahui, con los últimos restos de sus diezmadas tropas, puso todavía alguna resistencia en Yurbo, hasta que se adentró en la selva y no se supo de él por algún tiempo. Finalmente fue capturado y torturado para que revelara el escondite de sus tesoros pero no habló y fue ejecutado el 25 de junio de 1535.